# Mayong (Karangbinangun)
Mayong is een bestuurslaag in het regentschap Lamongan van de provincie Oost-Java, Indonesië. Mayong telt 2854 inwoners (volkstelling 2010).